# 查爾斯·馬里恩·羅素
查爾斯·馬里恩·羅素（英語：Charles Marion Russell，1864年3月19日－1926年10月24日），也被稱為「『小子』羅素」（"Kid" Russell），是美國西部拓荒時代的藝術家。他創作了超過2000件描繪牛仔、印第安人和美國西部及加拿大亞伯達省風景的畫作，以及一些銅像。他被稱為「牛仔藝術家」， 也是一位講故事者和作家。他支持無地的奧吉布瓦印第安人在蒙大拿州建立保留地。

## 早年生活
羅素在密蘇里州長大，從小就對藝術有興趣。他在16歲時前往蒙大拿州的羊牧場工作，並在那裡學習了西部的生活方式。他後來成為一名牛仔，並在1886-1887年的冬天記錄了這段艱苦的時光。他的水彩畫《等待奇努克風》使他開始受到關注。

## 與印第安人的生活
1888年，羅素與血族印第安人生活了一段時間，學到了許多印第安文化。1892年，他定居在蒙大拿州大瀑布市，並開始全職從事藝術創作。1896年，他與年僅18歲的南希結婚。羅素的國際聲譽主要歸功於他的妻子南希，她幫助他在美國和倫敦舉辦了多場展覽。

## 藝術成就

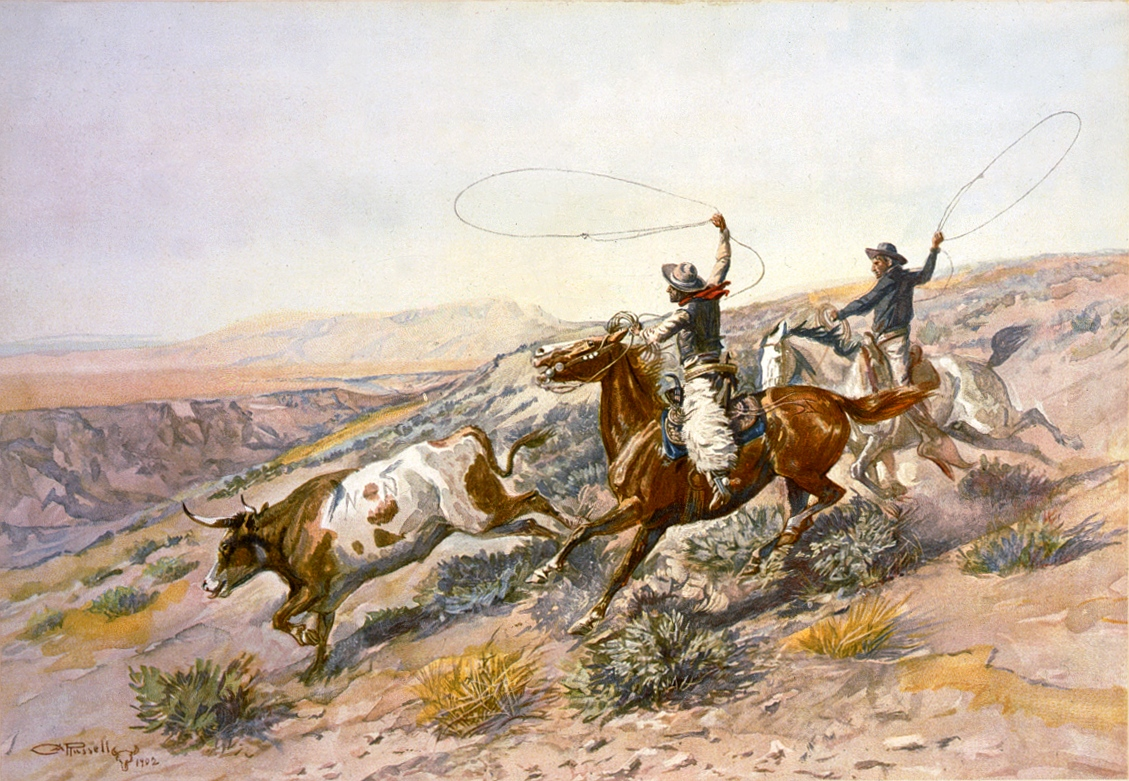
《Buccaroos》，1902年

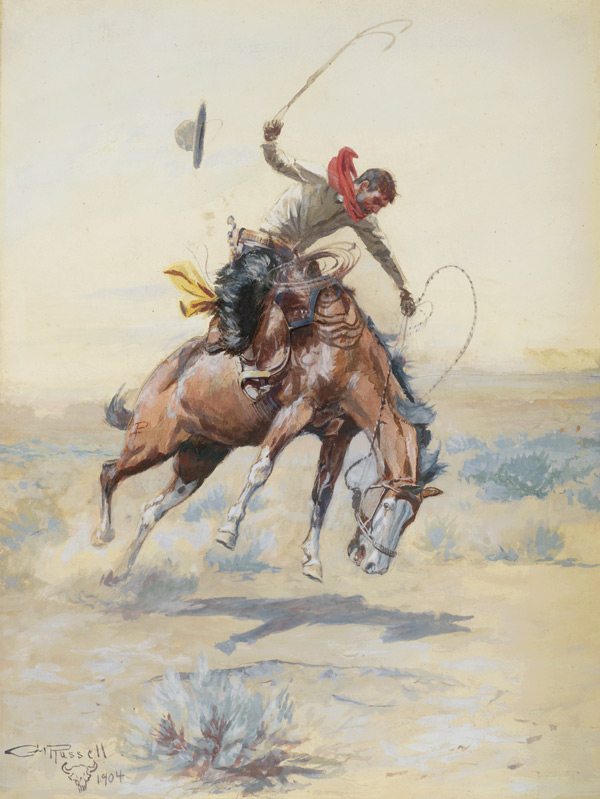
《The Bucker》，1904年
水彩、鉛筆和水粉畫於紙上，藏於德克薩斯州沃斯堡西德·理查森博物館

羅素創作了大約4000件藝術作品，包括油畫、水彩畫、素描和銅像等。他的作品題材多樣，包括牛仔生活、印第安人、婦女和歷史事件等。他的畫作經常從印第安人的視角展示知名事件，並以細緻的真實性著稱。

## 去世
羅素於1926年去世，當時大瀑布市的學校為了讓孩子們觀看他的葬禮而停課。他的靈柩被展示在一輛玻璃側面的馬車上，由四匹黑馬拉著。

## 主要收藏
羅素的作品收藏在多個博物館中，包括位於蒙大拿州大瀑布市的查爾斯·馬里恩·羅素博物館、蒙大拿州歷史協會、懷俄明州科迪的水牛比爾西部中心、德克薩斯州沃斯堡的阿蒙·卡特美術館和西德·理查森博物館。他的1912年壁畫《劉易斯和克拉克在羅斯洞會見印第安人》掛在蒙大拿州議會大廈的眾議院廳內，1918年的畫作《Piegans》在2005年的拍賣中以560萬美元售出。1955年，他被引入國家牛仔和西部遺產博物館的偉大西部人名人堂。

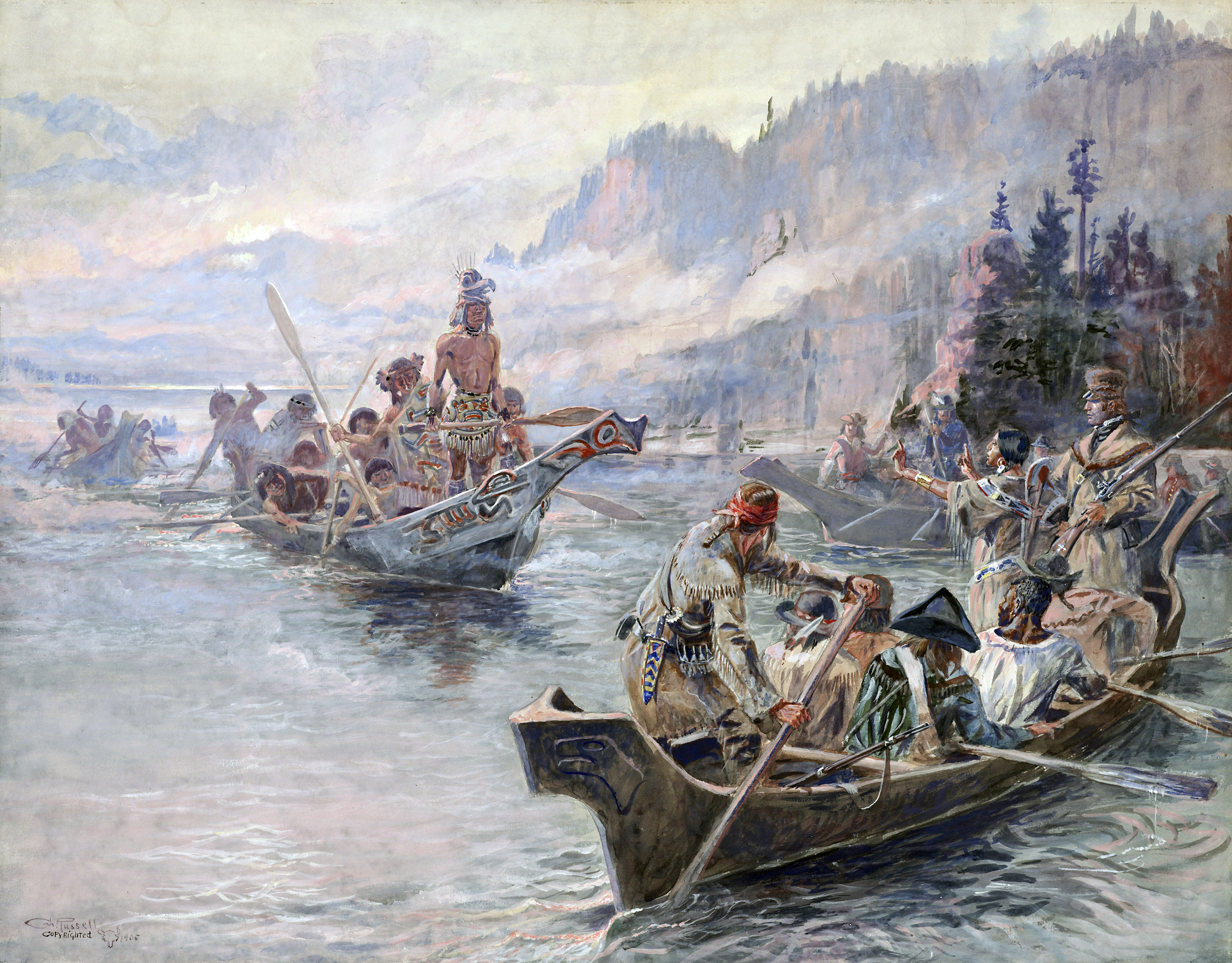
《劉易斯和克拉克在下哥倫比亞河》
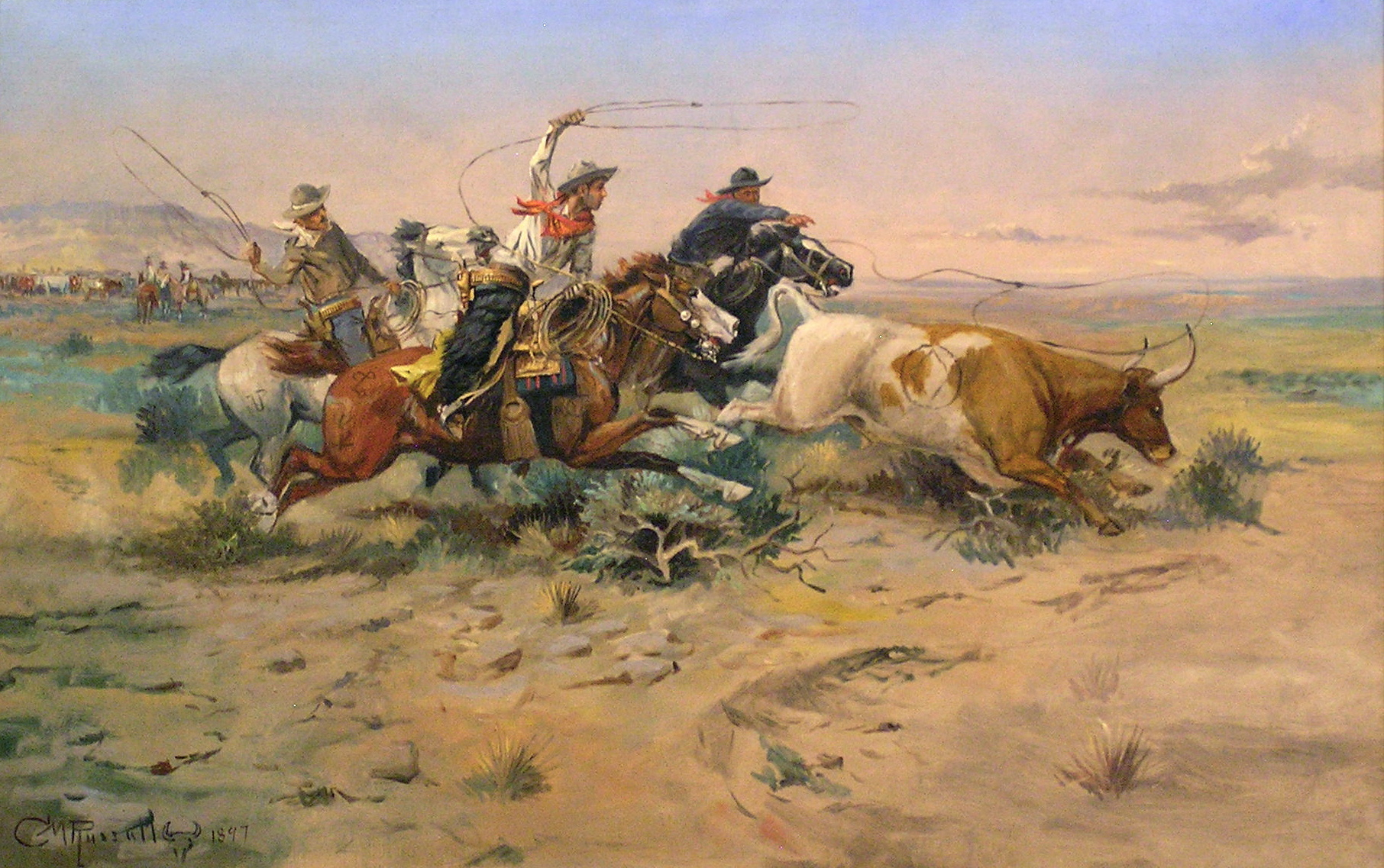
《牧群退出者》
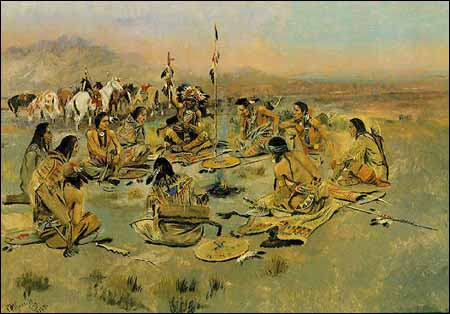
《平原上的戰爭會議》
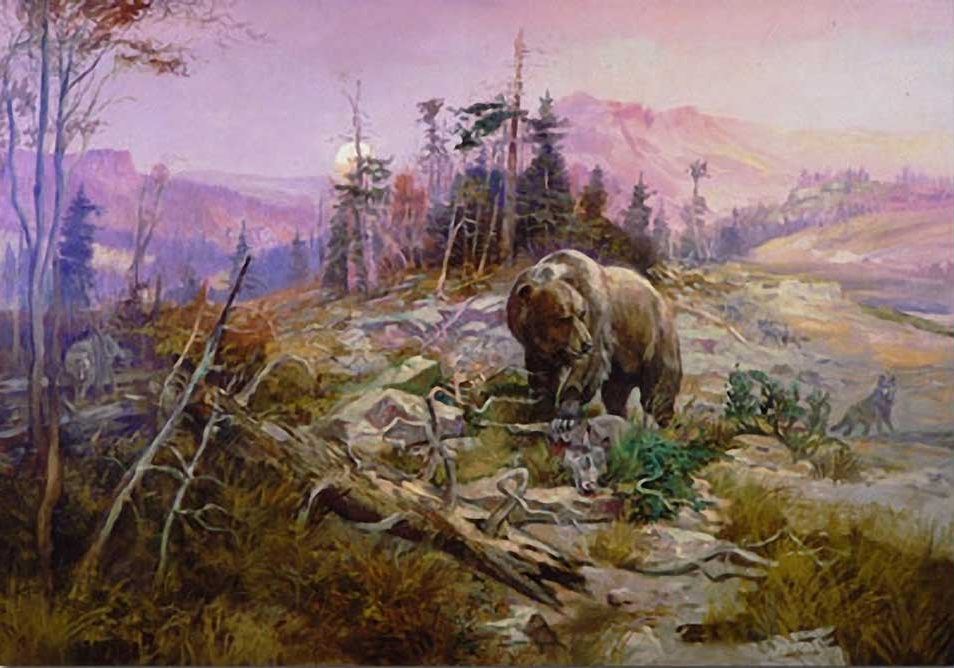
《勝利者擁有戰利品》
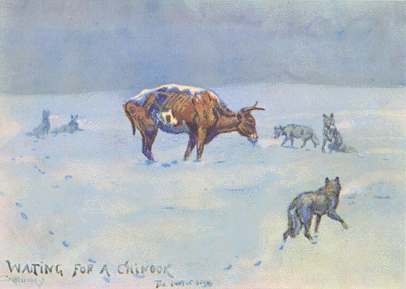
《等待奇努克風》（也被稱為《最後的5000頭》）

## 拍賣紀錄

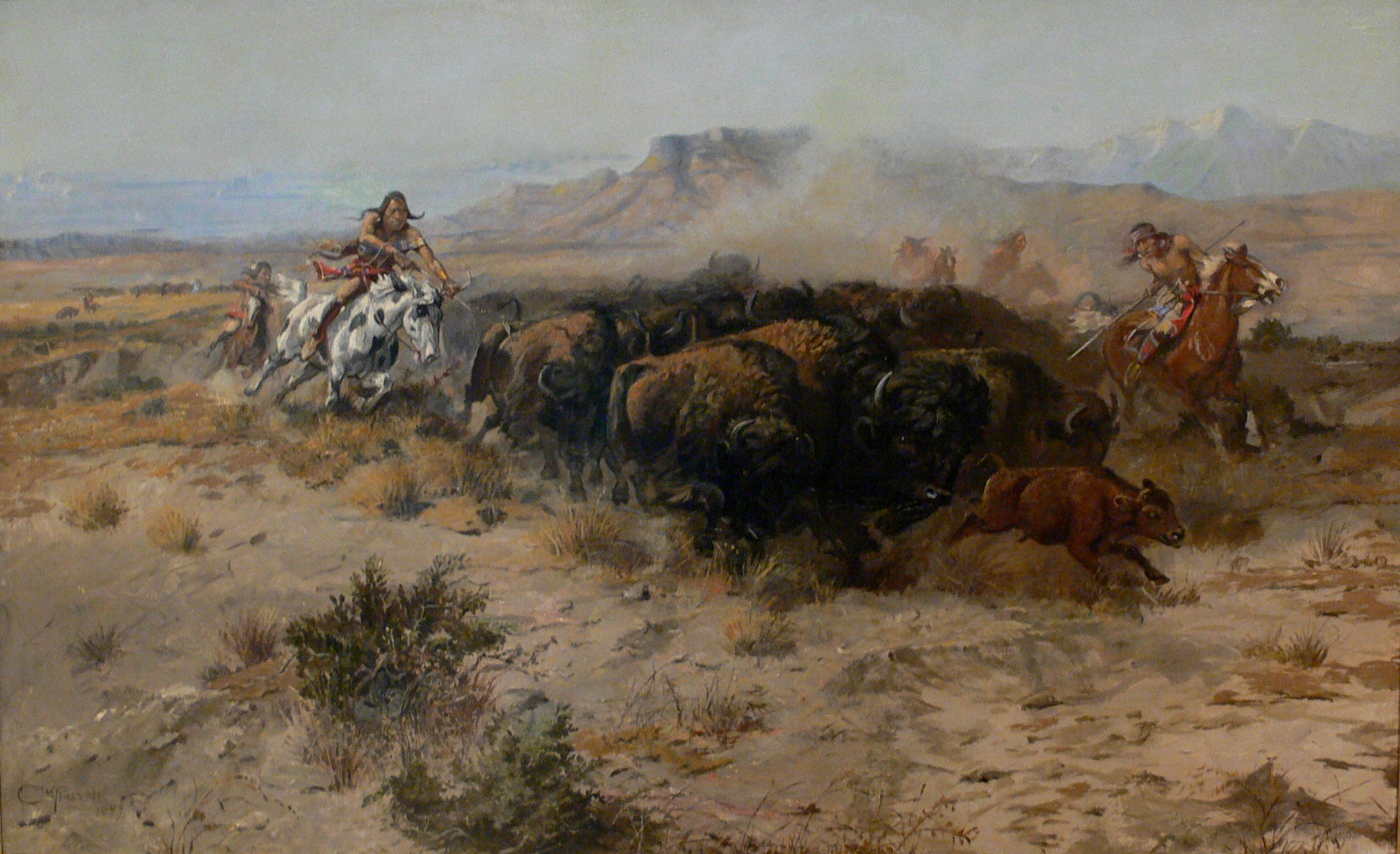
《The Buffalo Hunt》，1899年
藏於阿蒙卡特美國藝術博物館

羅素的作品在拍賣中經常創下高價紀錄，其中包括2005年以560萬美元售出的《Piegans》。他的許多作品在各大博物館和私人收藏中展出，並被認為是美國西部藝術的代表。

## 延伸閱讀
- Adams, Ramon F. 和 Homer E. Britzman, Charles M. Russell: The Cowboy Artist – A Biography, Trail's End Publishing, Pasadena, California. 1948.
- Barclay, Donald A. "Charles M. Russell." American Book and Magazine Illustrators to 1920. 編輯 Steven E. Smith, Catherine A. Hastedt, 和 Donald H. Dyal. Dictionary of Literary Biography 第188卷. 底特律: Gale, 1998. ISBN 978-0-7876-1843-8.
- Gale, Robert L., "Charles Marion Russell" Archive.today的存檔，存档日期2012-11-26 Western Writers Series, Boise State University. Boise, Idaho. 1979. – 可通過 Western Writers Series Digital Editions 獲得
- Hoeber, Arthur. . The World's Work: A History of Our Time. July 1911, XXII: 14625–14635  [2009-07-10].
- Russell, Charles M. Good Medicine: Memories of the Real West Garden City Publishing Company, Garden City, NY, 1930. 包括威爾·羅傑斯（Will Rogers）的介紹和南希·C·羅素（Nancy C. Russell）的傳記註釋和獻詞。
- Stauffer, Joan, Behind Every Man : The Story of Nancy Cooper Russell, University of Oklahoma Press, Norman, Oklahoma. 2008.

## 外部連結
- 官方博物館網站 的存檔，存档日期2008-08-13.
- 西德·理查森博物館 （页面存档备份，存于）; 包括 *傳記 的存檔，存档日期2019-07-17.
- charlesmarionrussell.org （页面存档备份，存于） 查爾斯·馬里恩·羅素的164件作品
- 博物館聯盟畫廊
- 的存檔，存档日期2021-11-18.
- 更大的圖像 （页面存档备份，存于）
- 聖路易斯名人堂
- Charles Marion Russell的作品  - 古騰堡計劃
- Charles Marion Russell  - 古滕堡分布式校对（加拿大）
- 互联网档案馆中查爾斯·馬里恩·羅素的作品或与之相关的作品
- Charles M. Russell, Cowboy Artist, 作者 Wallace D. Coburn, National Magazine, 1905年6月（附照片）
- Col. William H. Fulkerson Mansion 和羅素家族大宅旁的節日網站
- 查爾斯·M·羅素雕像
- 蒙大拿歷史協會麥凱羅素藝術畫廊 （页面存档备份，存于）